# ANSA
L'Agenzia Nazionale Stampa Associata, comunemente conosciuta con l'acronimo ANSA, è la prima agenzia di informazione multimediale in Italia e tra le prime nel mondo. Fu fondata a Roma nel 1945 in forma cooperativa dai primi sei quotidiani dell'Italia liberata, per succedere alla disciolta Agenzia Stefani  e garantire al Paese un'informazione di base indipendente.

## Fondazione
All'inizio del 1945 l'Italia era divisa in due: al Nord vi era la Repubblica Sociale Italiana, mentre a Sud della Linea Gotica l'Italia era sotto il controllo degli Alleati. Essi gestivano tutta l'informazione dell'Italia tramite l'agenzia di stampa «Notizie Nazioni Unite» (NNU). Al Nord la Repubblica Sociale aveva statalizzato l'Agenzia Stefani e l'aveva fatta trasferire da Roma a Milano. In gennaio tre esponenti delle maggiori forze politiche della Resistenza, Giuseppe Liverani, direttore amministrativo del Popolo (quotidiano della Democrazia Cristiana), Primo Parrini, direttore amministrativo dell'Avanti! (organo del Partito Socialista Italiano) e Amerigo Terenzi, consigliere delegato della società editrice dell'Unità (organo del Partito Comunista Italiano), avanzarono l'ipotesi di organizzare un'agenzia di stampa che sostituisse l'operato dell'Agenzia Stefani. L'idea era di fondare una cooperativa di testate giornalistiche, non controllata dal governo e neppure da gruppi privati.
La proposta riscosse l'assenso dalle autorità militari alleate, che favorirono la fondazione della nuova agenzia italiana. All'iniziativa aderirono subito tre testate: L'Italia libera (del Partito d'Azione), La Voce Repubblicana (del Partito Repubblicano) e Risorgimento Liberale (del Partito Liberale), stabilendo una sede provvisoria in via del Moretto. Il 15 gennaio 1945 uscì il primo notiziario dell'ANSA, stampato e distribuito nella sola città di Roma. Un mese dopo direzione e redazione si insediarono nei locali dell'agenzia Stefani, in via di Propaganda Fide. Ai sei quotidiani già citati se ne aggiunsero presto altri, tra cui Il Tempo e il Corriere dello Sport. Pochi mesi dopo gli alleati chiusero la NNU (3 marzo 1945). Ad aprile Edgardo Longoni, condirettore del quotidiano romano «Ricostruzione», iniziò a svolgere l'incarico di direttore generale. In quel mese si associarono i quotidiani di altre regioni del Centro-Sud e, da maggio, anche le testate dell'Italia Settentrionale.
Il 14 ottobre si svolse la prima assemblea dei soci. Fu eletto presidente l'editore siciliano Carlo Ardizzoni; Primo Parrini ottenne una vicepresidenza (l'altra fu assegnata a Domenico Capocaccia, vicino al PCI), mentre Giuseppe Liverani fu eletto consigliere delegato; Edgardo Longoni fu confermato come direttore generale.

## Descrizione
L'ANSA è una cooperativa composta da ventitré editori delle principali testate italiane e ha lo scopo di raccogliere, pubblicare e distribuire notizie, immagini e approfondimenti sui principali avvenimenti italiani e mondiali, in tutte le modalità e su tutte le piattaforme di trasmissione. A tal fine, l'ANSA ha ventidue sedi in Italia e cinquanta sedi di corrispondenza in cinque continenti; la rete capillare di giornalisti in tutto il mondo le consente di pubblicare in modo autonomo e indipendente notizie sui maggiori eventi internazionali.
La sede principale è a Roma, in Via della Dataria, 94.
L'ANSA trasmette oltre 3 500 notizie, 2 300 foto e più di sessanta video al giorno, che vengono distribuiti ai mezzi d'informazione italiani, alle istituzioni nazionali, locali ed internazionali, alle associazioni di categoria, ai partiti politici, ai sindacati e al mercato delle aziende. L'ANSA trasmette notiziari nazionali, locali e specifici per settore. L'offerta informativa si articola in:
- Informazione: testo, foto, video
- Web e mobile: ANSA.it, canali verticali e internazionali, sms, app e social
- Progetti editoriali: libri e mostre fotografiche, incontri di approfondimento giornalistico e tematico, eventi
- Archivi: testi, foto e video

Dal 1996 l'ANSA è stata la prima agenzia in Italia a diffondere notizie tramite SMS.
Dal 2003 l'ANSA tramite l'AnsaMed fornisce un servizio di notizie che riguardano i paesi del bacino del Mediterraneo.
Dal 2007 al 2013 (chiusura dei servizi WiiConnect24) ANSA è stata la fonte della versione italiana del canale notizie della console per videogiochi Wii.
Dal 2009 il nuovo presidente è Giulio Anselmi, già direttore dell'ANSA dal 1997 al 1999. Il 10 giugno Luigi Contu è stato designato direttore responsabile dell'agenzia.
Il 26 agosto 2014 è stato firmato un accordo di partenariato quinquennale (2015-2020) con l'Associated Press per la condivisione di foto, testi e video.
Nel maggio 2019 è stato lanciato il servizio podcast, dedicato ai protagonisti della cronaca, dell'economia, della cultura e del mondo dello sport.
Ad aprile 2020 è stato lanciato ANSAcheck, sistema di certificazione delle notizie tramite la tecnologia Blockchain.
Ad aprile 2021 Giulio Anselmi è riconfermato presidente dell'ANSA dall'assemblea dei soci.
Nel novembre 2022 si registra l'ingresso di tre nuovi soci: Il Centro Spa (Il Centro), Il Nuovo Manifesto società cooperativa editrice (Il Manifesto), Edime - Società Edizioni del Mezzogiorno - Srl (La Gazzetta del Mezzogiorno).
A maggio 2023 l'assemblea dei soci approva il bilancio, che è in utile per il quinto anno consecutivo.
Oltre ai notiziari in lingua italiana, l'ANSA trasmette i propri notiziari in lingua inglese, spagnola, tedesca, portoghese e in arabo.

## Accordi di collaborazione internazionale
L'ANSA è socia della  European Pressphoto Agency (EPA) sin dalla sua fondazione nel 1985, e distribuisce in esclusiva per l'Italia il servizio fotografico internazionale.
L'ANSA è inoltre membro delle principali associazioni internazionali di agenzie, con cui collabora in modo continuativo:
- The European Alliance for News Agencies (EANA)
- MINDS International
- Alliance of Mediterranean News Agencies (AMAN)
- News Agency World Congress (NAWC)

In questo ambito è nata e si è sviluppata la rete di collaborazione internazionale con oltre 80 agenzie e partner, grazie alla quale ANSA è in grado di coprire con le proprie notizie eventi che accadono in tutto il mondo e di diffondere ovunque la propria informazione.
La strategia di accordi internazionali è finalizzata ad ampliare la disponibilità per la redazione di notizie internazionali, e – allo stesso tempo – a garantire visibilità all'estero agli avvenimenti italiani. Tra gli accordi in vigore:
- AGERPRES (Romania-Bucarest)
- AMNA (Grecia-Atene)
- APA (Austria-Vienna)
- ATA (Albania-Tirana)
- BELGA (Belgio-Bruxelles)
- CP (Canada-Toronto)
- CNA (Cipro-Nicosia)
- DPA (Germania-Berlino)
- EFE (Spagna-Madrid)
- FENA (Bosnia Erzegovina-Sarajevo)
- HINA (Croazia-Zagabria)
- KYODO (Giappone-Tokyo)
- LUSA (Portogallo-Lisbona)
- MIA (Macedonia del Nord-Skopje)
- PAP (Polonia-Varsavia)
- PNA (Filippine-Manila)
- PTI (India-Nuova Delhi)
- RITZAU (Danimarca-Copenaghen)
- STA (Slovenia- Lubiana)
- STT (Finlandia-Helsinki)
- TANJUG (Serbia-Belgardo)
- TASR (Slovacchia-Bratislava)
- TÉLAM (Argentina-Buenos Aires)
- TT (Svezia-Stoccolma)
- UYPRESS (Uruguay-Montevideo)
- WAM (Emirati Arabi-Abu Dhabi)

Nell'Agosto 2014 l'ANSA e Associated Press firmano un accordo per lo scambio di foto, video e testi.
Il 16 maggio 2016 l'ANSA ha stipulato un accordo con l'Agenzia Nuova Cina («Xinhua News Agency», agenzia statale della Repubblica Popolare Cinese e principale organo di diffusione della propaganda del governo e del Partito Comunista Cinese), che prevedeva - come tutti gli accordi internazionali - la condivisione ed il potenziamento degli scambi d'informazione.
L'ANSA è stata criticata per il fatto di rilanciare le notizie fornite dalla Xinhua senza verifica o contestualizzazione, ma semplicemente pubblicando la nota legale: "sotto la responsabilità editoriale di Xinhua".
Successivamente, nell'ambito dell'iniziativa One Belt, One Road (OBOR), a margine della visita del Presidente della Repubblica Cinese Xi Jinping a Roma, è stato firmato il 22 marzo 2019 a Roma un accordo di collaborazione tra ANSA e Xinhua, che prevedeva la traduzione e la diffusione in Italia di un notiziario prodotto da Xinhua (Xinhua Italian Service) all'interno di una sezione ad hoc delle piattaforme informative ANSA, in uno spazio chiaramente identificato e separato dalla produzione ANSA. Nel periodo di vigenza dell'accordo l'informazione ANSA dalla Cina è stata assicurata, in modo indipendente, dal corrispondente a Pechino e dal flusso di informazione internazionale della Afp.
Ad aprile 2017 ANSA, AFP e DPA lanciano l'European Data News Hub, una piattaforma di data news per i media internazionali.
Nel marzo 2020 ANSA firma un accordo con l'agenzia giapponese Kyodo, mentre a ottobre 2021 ANSA stipula un accordo con la WAM, l'Agenzia di informazione ufficiale degli Emirati Arabi: l'accordo prevede la disponibilità reciproca dei notiziari e la creazione di spazi dedicati alle notizie dagli Emirati e dall'Italia sui rispettivi siti web.
Nel maggio 2022 ANSA e Canadian Press, la principale Agenzia di informazione canadese, firmano un nuovo accordo di collaborazione. ANSA firma nuovi accordi di collaborazione nel Nord Europa con l’Agenzia finlandese STT, la svedese TT e la danese RITZAU. Stipula un accordo con LUSA, la principale agenzia del Portogallo, uno con l'agenzia greca AMNA e uno nuovo con l'agenzia bosniaca FENA: gli accordi incrementano il portafoglio di collaborazioni strategiche dell'Agenzia ANSA.
Ad inizio giugno 2022 si ha un nuovo accordo di collaborazione fra ANSA e l'agenzia albanese ATA, uno con l'agenzia belga BELGA e uno con Télam, principale agenzia argentina. L'accordo con la Cina, scaduto il 21 giugno 2022, non è stato rinnovato.
A luglio 2022 si ha un nuovo accordo di collaborazione tra ANSA e l'agenzia cipriota CNA, una nuova partnership tra ANSA e l'agenzia romena AGERPRES e l'accordo tra ANSA e l'agenzia di stampa della Macedonia del Nord MIA. Tutti gli accordi arricchiscono ulteriormente il portafoglio di collaborazioni internazionali dell'ANSA.
Nel settembre 2022 nasce un'alleanza europea tra le agenzie di stampa contro le fake news: ANSA, AFP e DPA sono tra i soci fondatori. Sempre nello stesso mese, si ha inoltre un nuovo accordo di collaborazione tra ANSA e Kosovapress, l'agenzia di stampa del Kosovo.
Ad ottobre 2022 si ha un nuovo accordo di collaborazione tra ANSA e l'agenzia indiana PTI, mentre due mesi dopo si hanno accordi di collaborazione con l'agenzia uruguaiana Uypress, con l'agenzia di notizie filippina PNA e con l'agenzia d'informazione serba Tanjug.
A febbraio 2023 si ha una nuova parternship tra ANSA e l'agenzia moldava Moldpres.

## Presidenti
- Carlo Ardizzoni, 15 ottobre - 15 novembre 1945 (deceduto)
- Cipriano Facchinetti, marzo 1947 - febbraio 1952 (deceduto)
- Luigi Gasparotto, maggio 1952 - maggio 1954
- Lodovico Riccardi, maggio 1954 - luglio 1969
- Francesco Malgeri, luglio 1969 - giugno 1976
- Gianni Granzotto, luglio 1976 - aprile 1985
- Giovanni Giovannini, aprile 1985 - luglio 1994
- Umberto Cuttica, luglio 1994 - luglio 1997
- Boris Biancheri, luglio 1997[44] - 10 aprile 2009 (deceduto)
- Giulio Anselmi, in carica dal 22 aprile 2009

## Direttori
- Edgardo Longoni (1945-1947), con la qualifica di direttore generale[6]
- Leonardo Azzarita, luglio 1947 - 9 agosto 1949, con la qualifica di direttore generale
- Gastone Fattori, ad interim, dal 10 agosto 1949 al 13 maggio 1950
- Cipriano Facchinetti, 14 maggio 1950 - febbraio 1952 (deceduto)
- Angelo Magliano (maggio 1952-1958)
- Vittorino Arcangeli (1958-1961)
- Sergio Lepri (1961-1990)
- Bruno Caselli (1990-1997)
- Giulio Anselmi (1997-1999)
- Pierluigi Magnaschi (1999-2006)
- Giampiero Gramaglia (2006 - 2009)
- Luigi Contu (10 giugno 2009 - in carica)

## Soci ANSA
| Gruppo editoriale                                        | Testata                     |
| -------------------------------------------------------- | --------------------------- |
| Avvenire Nuova Editoriale Italiana S.p.A.                | Avvenire                    |
| Corriere dello Sport S.r.l.                              | Corriere dello Sport        |
| Domenico Sanfilippo Editore S.p.A.                       | La Sicilia                  |
| Edime - Società Edizioni del Mezzogiorno - Srl           | La Gazzetta del Mezzogiorno |
| Editoriale Bresciana S.p.A.                              | Giornale di Brescia         |
| Editoriale Libertà S.p.A.                                | Libertà                     |
| Editoriale Nazionale S.r.l.                              | Il Giorno                   |
| Editoriale Nazionale S.r.l.                              | Il Resto del Carlino        |
| Editoriale Nazionale S.r.l.                              | La Nazione                  |
| Gazzetta di Parma S.r.l.                                 | Gazzetta di Parma           |
| GEDI News Network S.p.A.                                 | La Repubblica               |
| GEDI News Network S.p.A.                                 | Gazzetta di Mantova         |
| GEDI News Network S.p.A.                                 | Il Corriere delle Alpi      |
| GEDI News Network S.p.A.                                 | Il Mattino di Padova        |
| GEDI News Network S.p.A.                                 | Il Messaggero Veneto        |
| GEDI News Network S.p.A.                                 | Il Piccolo                  |
| GEDI News Network S.p.A.                                 | Il Secolo XIX               |
| GEDI News Network S.p.A.                                 | La Nuova Venezia            |
| GEDI News Network S.p.A.                                 | La Stampa                   |
| GEDI News Network S.p.A.                                 | La Provincia Pavese         |
| GEDI News Network S.p.A.                                 | La Tribuna di Treviso       |
| GEDI Periodici e Servizi S.p.A.                          | L'Espresso                  |
| Giornale di Sicilia Editoriale Poligrafica S.p.A.        | Giornale di Sicilia         |
| Il Centro S.p.A.                                         | Il Centro                   |
| Il Gazzettino S.p.A.                                     | Il Gazzettino               |
| Il Mattino S.p.A.                                        | Il Mattino                  |
| Il Messaggero S.p.A.                                     | Il Messaggero               |
| Il Nuovo Manifesto società cooperativa editrice          | Il Manifesto                |
| Il Sole 24 Ore S.p.A.                                    | Il Sole 24 Ore              |
| La Prealpina S.r.l.                                      | La Prealpina                |
| La Provincia S.p.A. Editoriale                           | La Provincia di Como        |
| RCS MediaGroup S.p.A.                                    | Corriere della Sera         |
| RCS MediaGroup S.p.A.                                    | La Gazzetta dello Sport     |
| S.E.S. - Società Editrice Sud S.p.A.                     | Gazzetta del Sud            |
| S.I.E. S.p.A. Società Iniziative Editoriali              | L'Adige                     |
| Società Athesis S.p.A.                                   | BresciaOggi                 |
| Società Athesis S.p.A.                                   | Il Giornale di Vicenza      |
| Società Athesis S.p.A.                                   | L'Arena                     |
| Società Editoriale Cremonese S.E.C. S.p.A.               | La Provincia                |
| Soc. Editrice SS. Alessandro, Ambrogio e Bassiano S.p.A. | L'Eco di Bergamo            |
| Società Europea di Edizioni S.p.A.                       | Il Giornale                 |

## Trustpilot e ANSA
Trustpilot Group plc è una Private Limited Company (o Anpartsselskab in danese), che ospita e gestisce un sito web omonimo, dove ogni mese vengono pubblicate quasi 1 milione di nuove recensioni di società da parte di utenti-consumatori di tutto il mondo. Il sito ufficiale dell'ANSA nel 2025 ha ricevuto una valutazione media negativa.